# Petronella Moens

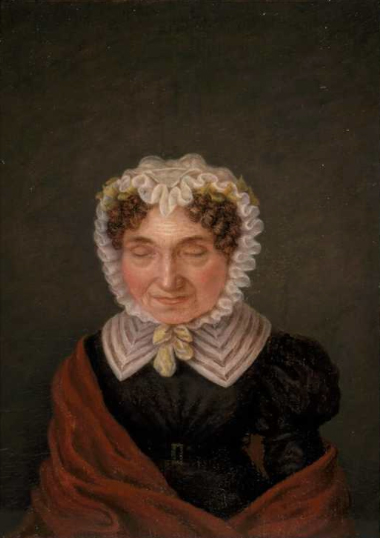
Petronella Moens. Gemälde von Margaretha Cornelia Boellaard (zwischen 1820 und 1824)

Petronella Moens (* 16. November 1762 in Kûbaard; † 4. Januar 1843 in Utrecht) war eine niederländische Autorin und Dichterin.

## Biographie
Petronella Moens war eine Tochter von Maria Albertina Lyklama Nijholt (1732–1766) und des Pastors Petrus Moens (1732–1803). Von vier Kindern war sie das zweitälteste. Als sie zwei Jahre alt war, zog die Familie – die Eltern, Petronella und ihre ältere Schwester Adriana – nach Aardenburg, Zeeuws Vlaanderen. 1766 starb die Mutter bei der Geburt ihres vierten Kindes Baukje Maria; ein Sohn war zuvor kurz nach der Geburt gestorben. Durch eine Infektion mit Pocken behielt Petronella Moens eine starke Sehbehinderung zurück; ob sie gänzlich blind wurde, ist nicht bekannt.
Petronella Moens hatte den Spitznamen Pietje Potentaat, de wilskrachtige (Pietje Potentaat, die Willensstarke). Sie hatte ein fabelhaftes Gedächtnis und war sprachlich versiert. Familienmitglieder und Freund lasen ihr vor. Die Texte ihrer Gedichte, Zeitschriftenartikel, Romane und Theaterstücke – insgesamt mehr als 150 Titel – diktierte sie zunächst Freunden und später einer eigens engagierten „Schreibfrau“.
1785, im Alter von 23 Jahren, erhielt Moens für das Gedicht De waare Christen eine Goldmedaille in einem Gedichtwettbewerb, der von der Amsterdamsch Dicht- en Letterlievend Genootschap organisiert wurde. Anschließend begann ihre Zusammenarbeit mit Adriana van Overstraten, der Tochter des Bürgermeisters von Bergen op Zoom, mit der sie gemeinsam Esther, in vier boeken (1786) verfasste. Für dieses Werk wurde sie von der Portugiesischen Synagoge Amsterdams ausgezeichnet. Es folgten fünf weitere gemeinsame Publikationen, darunter  Eerkrans voor Aardenburg (1788), wofür der Aardenburger Stadtrat Petronella Moens ein Silbertablett schenkte. In dem letzten Band, den sie mit van Overstraten herausgab, veröffentlichte Moens Dichterlijke gedagten bij den slaavenhandel (Dichtergedanken zum Sklavenhandel), in dem sie sich gegen die Sklaverei von Schwarzen aussprach. Ihre patriotische Haltung – gegen das Haus Oranien-Nassau und für die Errungenschaften der Französischen Revolution – führten zur Trennung von van Overstraaten.

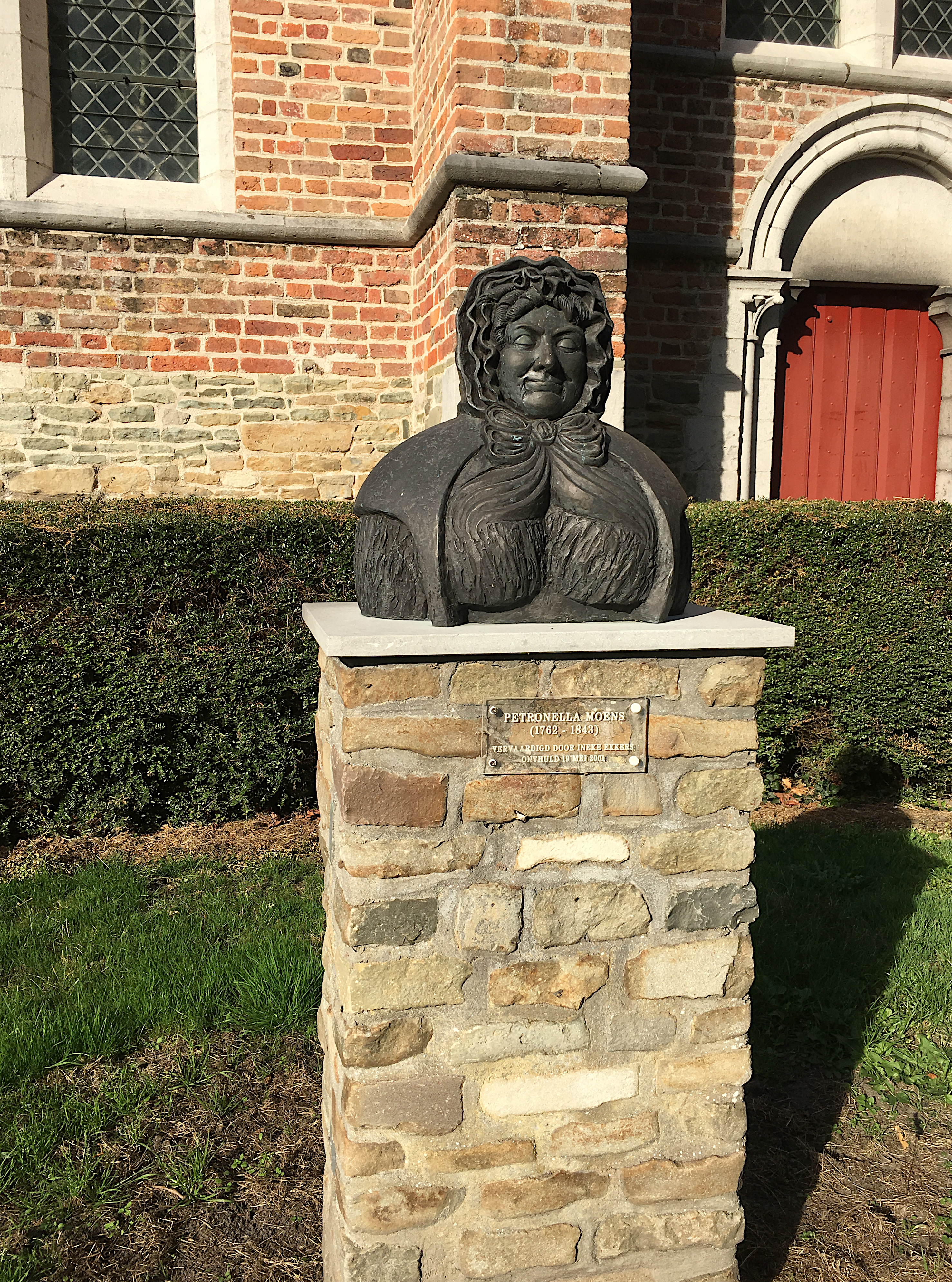
Büste von Petronella Moens in Aardenburg

Zu Beginn der 1790er Jahre lernte Petronella Moens den Pastor Bernardus Bosch (1746–1803) kennen. Bosch hatte wegen seiner Einstellung als Patriot und erklärter „Anti-Orangist“ seinen Wohnsitz in Diemen verlassen müssen und war 1791 nach Bergen op Zoom gezogen, wo er eine Abteilung der Maatschappij tot Nut van 't Algemeen (Gesellschaft zum Nutzen der Allgemeinheit) gründete. Moens und Bosch schrieben gemeinsam unter anderem Belangelooze liefde en waare vriendschap (Belanglose Liebe und wahre Freundschaft) (1791) und Onze verpligging om 't nut van het algemeen (Unsere Verpflichtung dem Nutzen der Allgemeinheit). Im Sommer 1792 verließ sie mit ihrer Schwester Baukje Maria das Elternhaus in Aardenburg und zog zu Bosch. Die beiden kehrten jedoch nach Aardenburg zurück, nachdem der Vater Petrus Moens eine gerichtliche Anordnung erwirkt hatte, dass sie nach Hause kommen müssten.
Obwohl über ihre ungewöhnliche Beziehung geklatscht wurde, arbeiteten Petronella Moens und Bernardus Bosch als Autoren weiterhin zusammen. Als Mitautorin von Bosch trug Moens zu De Reldienstvriend (1789–1793) und der sehr kritischen Zeitschrift De Leer-zame Praat-al (1790–1792) bei, in der sie wie schon zuvor gegen den Sklavenhandel protestierte. Die Zeitschrift wurde vorübergehend unter Zensur gestellt, während ihre Nachfolgerin, De Vaderlandsche Praat-al (1793), nach der ersten Ausgabe wegen hetzerischer Äußerungen gegen die Regierung verboten wurde.
Petronella Moens steuerte zahlreiche Beiträge zur Zeitschrift De Menschenvriend (1788–1797) bei, die von Bosch und Martinus Nieuwenhuyzen gegründet worden war. Darin unterstützte sie die batavische Revolution von 1795, sprach sich gegen die adelige Erbfolge aus und setzte sich für das aktive und passive Wahlrecht von Frauen ein, wenn sie „die notwendigen Fähigkeiten besäßen“. Außerdem forderte sie ihre Landsleute auf, die neue Verfassung der Batavischen Republik sorgfältig zu studieren. Neben Zeitschriftenbeiträgen schrieb Moens zahlreiche Gedichte und Pamphlete mit politischer Propaganda wie De zegevierende patriotten in Nederland, eerste jaar der Bataafsche Vrijheid (1795).
1796 wurde Petronella Moens Schriftleiterin von De Menschenvriend; Nieuwenhuyzen war zwischenzeitlich verstorben und Bosch, mit dem sie sich ohnehin zerstritten hatte, in die Nationalversammlung gewählt worden. 1798 gründete sie ihre eigene politische Wochenzeitschrift, De Vriendin van 't Vaderland (1798–1799), und entwickelte sich dadurch zum „ersten weiblichen Meinungsführer in den Niederlanden“: Sie lieferte „ungeschminkte patriotische Kommentare zu den revolutionären Ereignissen ihrer Zeit“. Zwar versprach sie ihren Lesern zunächst, diese nicht mit aktuellen politischen Themen zu langweilen, doch widmeten sich fast 52 Ausgaben den Versuchen der Volksvertreter in Den Haag, eine Verfassung zu erarbeiten. Moens sah es als ihre Aufgabe an, diesen schwierigen Prozess dem „einfachen patriotischen und tugendhaften“ Bürger zu erklären. Durch fiktive Briefe von „Bürgerinnen“, die sich um das Wohl der Nation sorgten, machte sie deutlich, dass sich auch Frauen für die Politik interessieren sollten. Diese seien für den Zusammenhalt des Vaterlandes von entscheidender Bedeutung, denn es sei Aufgabe der Frauen, „das kommende Geschlecht“ zu „nützlichen, wahrhaft edlen Bürgern“ zu erziehen. Als das öffentliche Interesse für die Vorgänge in der Nationalversammlung nachließen, musste Petronella Moens die Zeitschrift 1799 einstellen.
Nach 1800 ließ das Interesse von Moens an Politik zunächst nach, und sie verfasste Kinderbücher. Nachdem sie fünf Jahre lang bei ihrer Schwester Baukje Maria in Aardenburg gelebt hatte, zog Moens 1803 nach dem Tod des Vaters zu ihrer Schwester Adriana. Ab 1813 lebte sie Den Haag und musste erstmals in ihrem Leben von eigenem Einkommen leben, und sie fand zum politischen Engagement zurück. In der Zeitschrift Euphonia, een Weekblad voor den Beschaafden Stand wurde der Beitrag Bij de verlossing van mijn dierbaar vaderland von ihr veröffentlicht, in dem sie sich euphorisch über die Wiederherstellung der Niederlande als unabhängigem Staat äußerte. In ihrem Roman Aardenburg, of de Onbekende volkplanting in Zuid-Amerika aus dem Jahre 1817 beschrieb sie eine utopische Siedlung in Südamerika, in der Menschen aller Hautfarben harmonisch zusammenlebten, und brachte erneut ihre Ablehnung des Sklavenhandels zum Ausdruck.
Im Jahr 1821 zog Petronella Moens nach Utrecht, wo sie ab 1829 mit ihrer Sekretärin Antonia Elisabeth Camphuis lebte. In den folgenden Jahren konzentrierte sie sich auf das Schreiben von Büchern für Frauen und plädierte für eine Verbesserung von deren Bildung und Erziehung. Aus finanziellen Gründen blieb sie bis ins hohe Alter produktiv. Publikationen, die dem Haus Oranien huldigten, wie Aan mijn vaderland, bij den terugkomst van onze zegepralende helden, met den prins van Oranje aan het hoofd wurden später als verkappte Bettelbriefe interpretiert. Sie starb 1843 im Alter von 80 Jahren und wurde in Utrecht beigesetzt; 1895 wurde das Grab abgeräumt.

## Rezeption
Petronella Moens kann als Parlamentsjournalistin „avant la lettre“ bezeichnet werden, so die Ansicht der Historikern Edwina Hagen. Sie profilierte sich zudem mit Themen wie der Emanzipation der Frauen und der Abschaffung des Sklavenhandels. In die niederländische Literaturgeschichte ging sie aber als königstreue fromme Dichterin und Kinderbuchautorin ein, die trotz ihres schlechten Augenlichts überdies stricken und sticken konnte; ihre politische Betätigung als Patriottin fand kaum mehr Beachtung. Seit den 1980er Jahren ist das Werk von Moens Gegenstand verschiedener Studien. 1989 wurde das Album amicorum (eine Art Poesiealbum) von Moens wieder aufgefunden, das seit ihrem Tod als verschollen galt. In dem Buch haben sich zahlreiche prominenten Zeitgenossinnen und -genossen verewigt. Am 1. Februar 2000 wurde in Nijmegen die Stichting Petronella Moens, De Vriendin van 't Vaderland gegründet, und im selben Jahr veröffentlichte Ans J. Veltman-van den Bos eine umfassende Biographie über sie, neun Jahre später schrieb sie auch eine Publikation zum Album amicorum.
In Breda ist die Petronella Moensstraat nach ihr benannt.

## Galerie

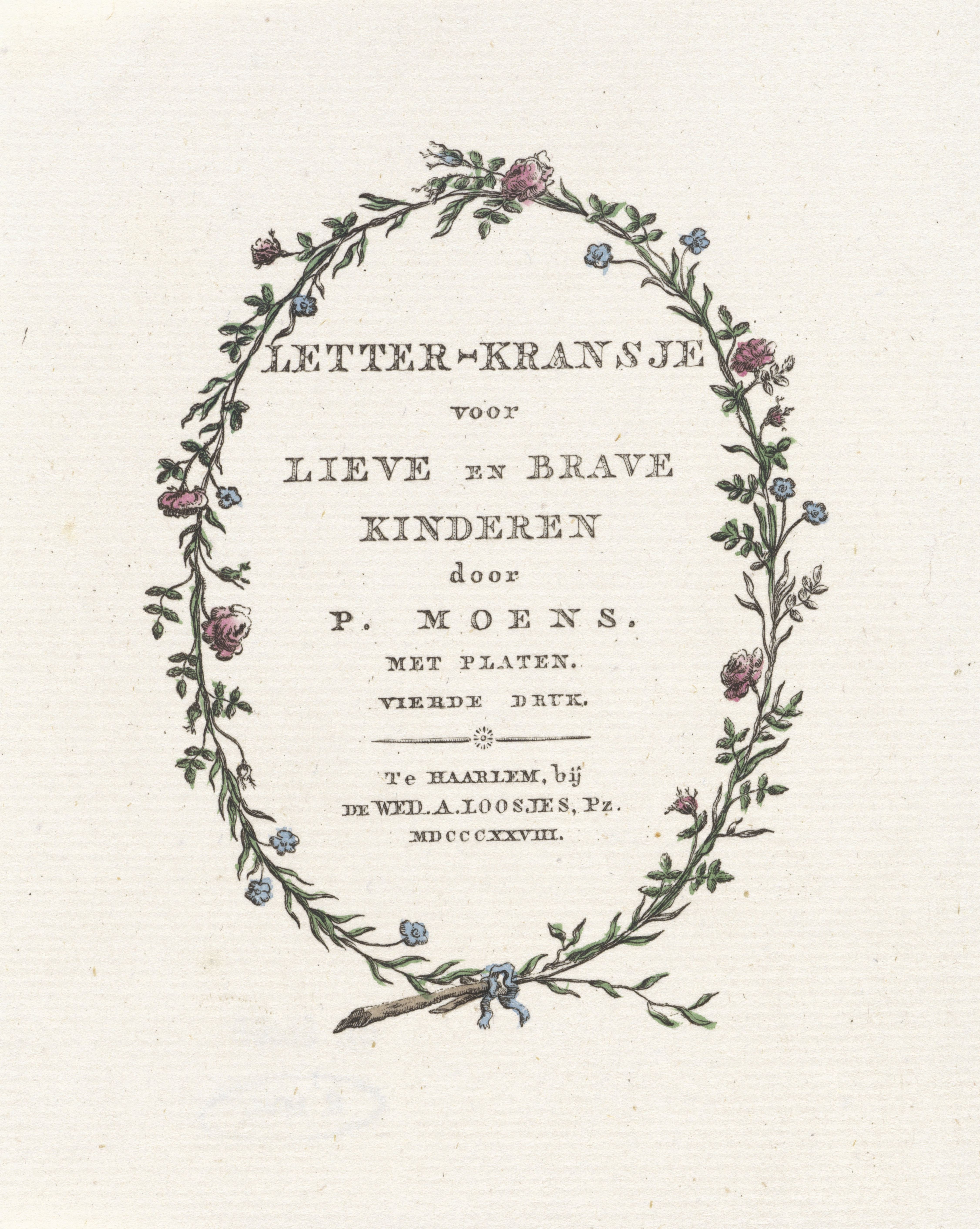
Titelblatt von Letter-kransje voor lieve en brave kinderen (1816)
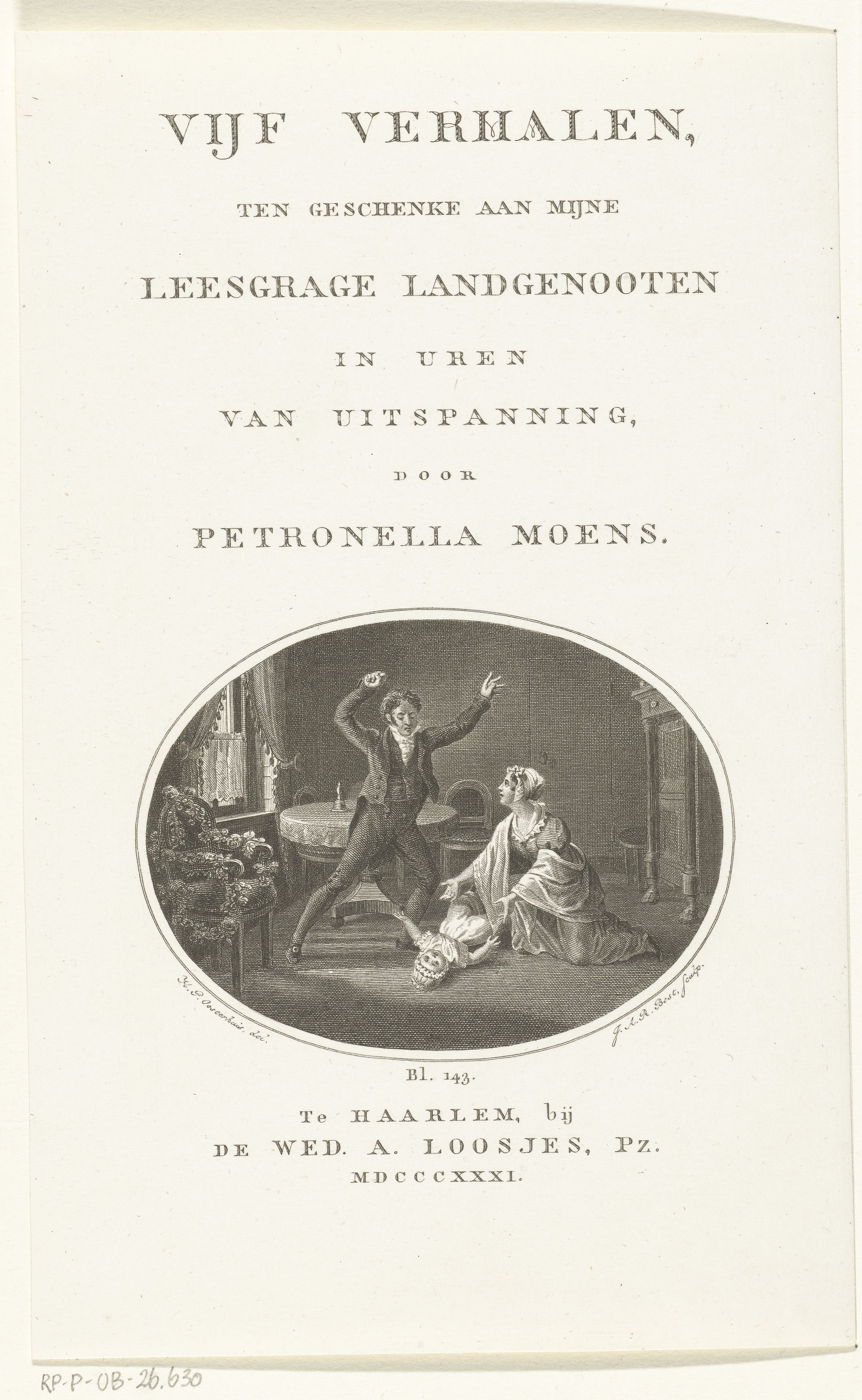
Vijf Verhalen, ten geschenke aan mijne leesgrage landgenooten in uren van uitspanning (1831)
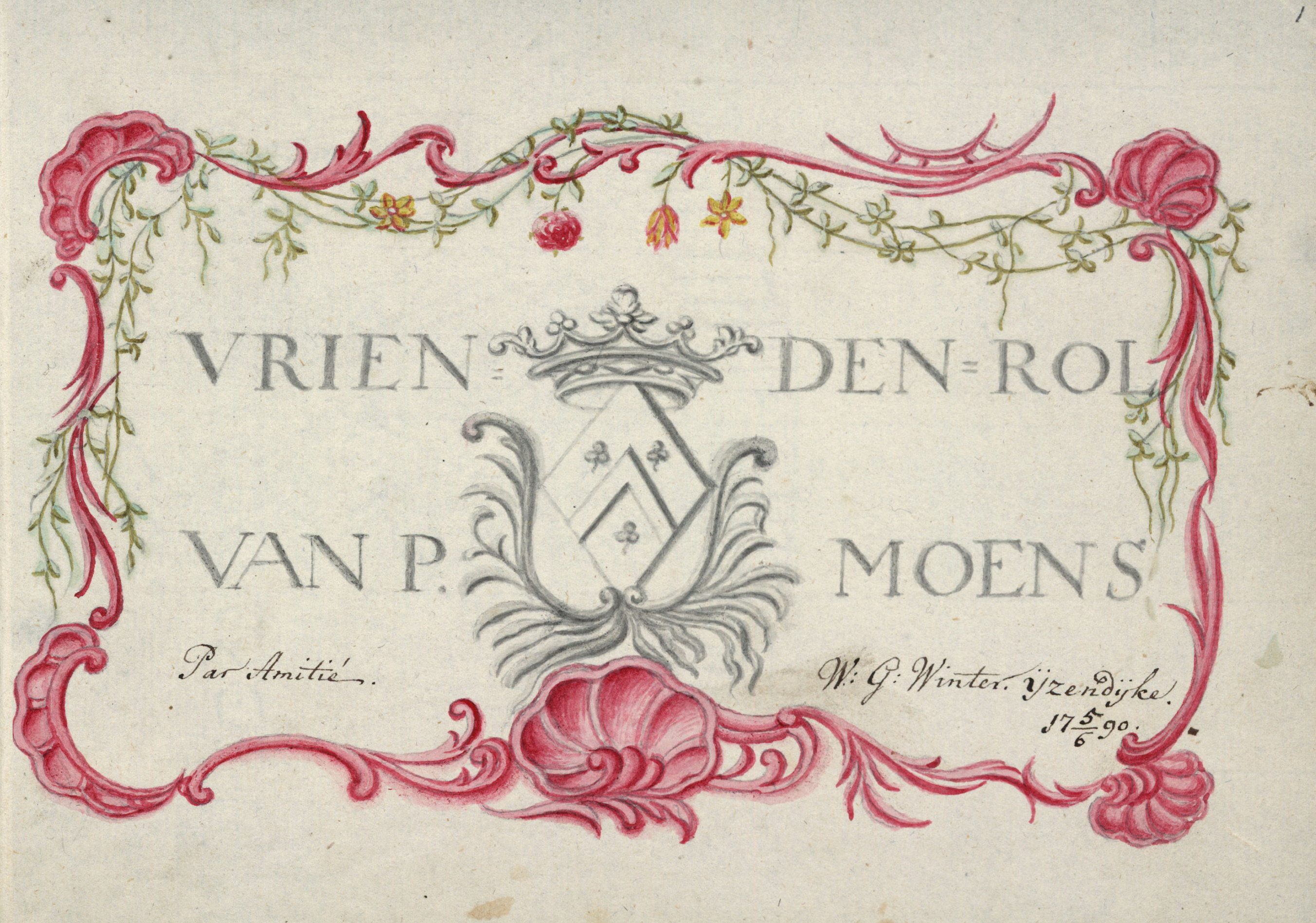
Deckblatt des Album amicorum von Petronella Moens
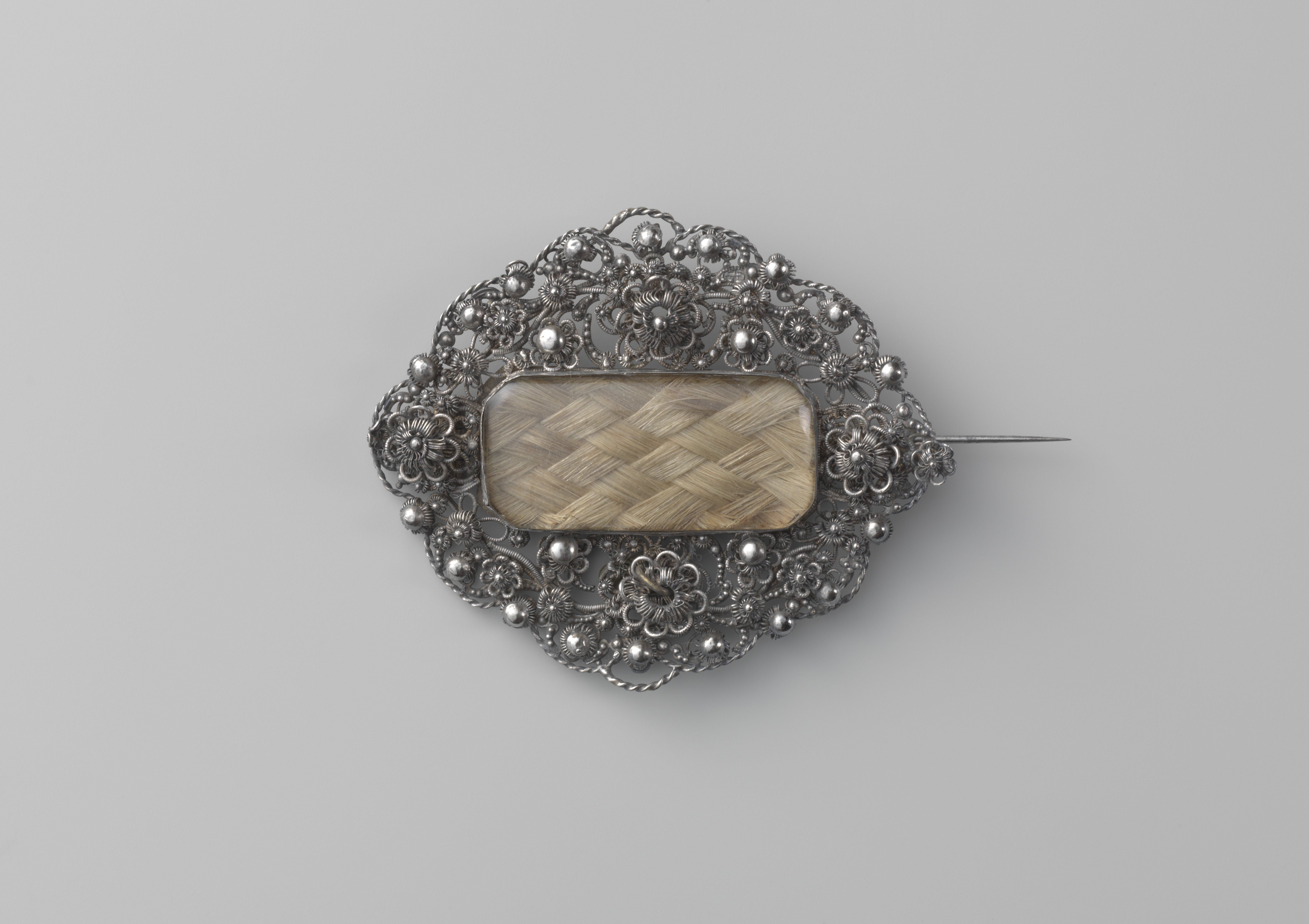
Brosche mit Haaren von Moens